# Kazimierz Fugiel

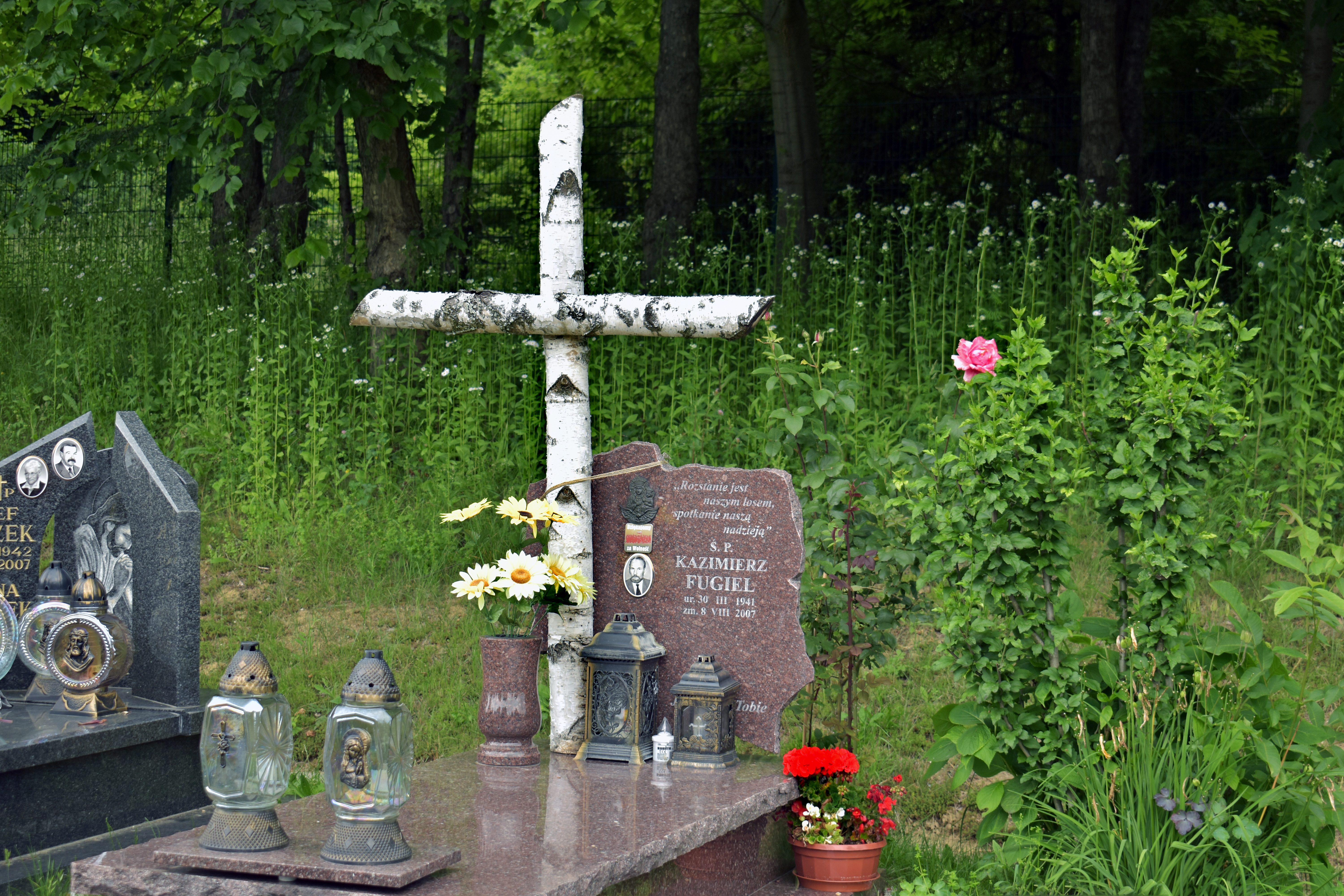
Grób Kazimierza Fugla na cmentarzu Grębałowskim w Krakowie

Kazimierz Fugiel (ur. 30 marca 1941 w Markowej, zm. 8 sierpnia 2007 w Krakowie) – polski robotnik i społecznik, działacz opozycji w okresie PRL.

## Życiorys
Absolwent Zasadniczej Szkoły Metalowo-Odlewniczej Towarzystwa Salezjańskiego w Łodzi. W 1960 zatrudniony w Hucie im. Lenina w Krakowie-Nowej Hucie. Z zakładem tym związany był do 1992. Wieczorem 19 sierpnia 1980 współorganizował pierwszy w hucie strajk (trwał do popołudnia 20 sierpnia). Od września 1980 współorganizował NSZZ „Solidarność” – był przewodniczącym komisji wydziałowej związku. Był członkiem Komisji Robotniczej Hutników „S”.
Po wprowadzeniu w Polsce stanu wojennego od 13 do 16 grudnia 1981 brał udział w strajku w Hucie im. Lenina. Po pacyfikacji współorganizował komitet w parafii Matki Bożej Królowej Polski w Krakowie, świadczący pomoc uwięzionym i ukrywającym się. 12 maja 1982 został internowany, zwolniono go 25 listopada tegoż roku. Działał w Duszpasterstwie Ludzi Pracy przy kościele św. Maksymiliana w Krakowie, założonym przez księdza Kazimierza Jancarza. Wspierał wspólnotę Wiara i Światło oraz Fundację im. Brata Alberta w Radwanowicach. Był członkiem stowarzyszenia „Ruch Odwaga i Prawda”. W latach 80. organizował w Nowej Hucie „Polową Pocztę Solidarności”. W maju 1988, po rozbiciu przez ZOMO strajku w Hucie im. Lenina, w którym uczestniczył jak członek komitetu strajkowego, został tymczasowo aresztowany, wypuszczono go w tym samym miesiącu po interwencji przedstawicieli kardynała Franciszka Macharskiego.
W 1990 założył Towarzystwo Solidarnej Pomocy przy KRH „S”, uczestniczył w różnych akcjach społecznych w tym w wyjazdach z pomocą humanitarną.
Był żonaty z Zofią Fugiel. Pochowany na cmentarzu Grębałowskim.

## Odznaczenia i wyróżnienia
- Krzyż Komandorski Orderu Odrodzenia Polski (2008, pośmiertnie)[6]
- Krzyż Wolności i Solidarności (2016, pośmiertnie)[7]
- Brązowy mdal Cracoviae Merenti[8] (1998)
- Medal Zasłużony dla NSZZ „Solidarność” Regionu Małopolska (2000)[1]
- Medal 25-lecia „Solidarności” (2005)[1]